# Абнер Винисиус
А́бнер Вини́сиус да Си́лва Са́нтос (порт.-браз. Abner Vinícius da Silva Santos; род. 27 мая 2000, Президенти-Пруденти, Сан-Паулу) — бразильский футболист, защитник клуба «Олимпик Лион» и сборной Бразилии. Чемпион Олимпийских игр 2020 года.

## Клубная карьера
Винисиус — воспитанник клубов «Гремио Баруэри», «Можи-Мирин» и «Понте-Прета». 16 марта 2019 года в поединке Лиги Паулиста против «Гуарани» из Кампинаса Абнер дебютировал за основной состав последнего. 30 апреля в матче против «Коритибы» он дебютировал в бразильской Серии B. 25 мая в поединке против «Параны» Абнер забил свой первый гол за «Понте-Прета».
Летом 2019 года Винисиус перешёл в «Атлетико Паранаэнсе», подписав контракт на 5 лет. 28 июля в матче против «Крузейро» он дебютировал в бразильской Серии A. В том же году Винисиус помог клубу завоевать Кубок Бразилии.
В 2021 году вместе со своей командой завоевал Южноамериканский кубок. Абнер в победной кампании сыграл в 11 матчах своей команды из 13, и забил один гол.

## Достижения
Командные
 «Атлетико Паранаэнсе»
- Обладатель Кубка Бразилии — 2019
- Чемпион штата Парана — 2020
- Обладатель Южноамериканского кубка — 2021